# Pensées secrètes
 (décembre 2018).
Pensées secrètes (Thinks...) est un roman de l'écrivain britannique David Lodge, publié en 2001.

## Résumé

### Vue d'ensemble
Pensées secrètes raconte la rencontre puis la liaison entre deux universitaires, l'une littéraire, Helen Reed et l'autre scientifique,  Ralph Messenger.

### Le cadre
Le roman se passe de février à juin 1997, période marquée par les élections générales qui amènent Tony Blair au poste de Premier ministre.   Cette période est aussi celle où le mél et l'internet commencent à être largement utilisés dans le monde universitaire. L'action se déroule principalement à l'université (fictive) de Gloucester, l'une de ces universités nouvelles créées dans les années 1960 en Grande-Bretagne, et dans ses environs, notamment dans la ville de Cheltenham. 
Pensées secrètes fait partie des romans universitaires de David Lodge, mais contrairement aux précédents (Changement de décor, Un tout petit monde et Jeu de société), le cadre n'est plus la ville anciennement industrielle de « Rummidge » (Birmingham), mais une région plus pittoresque, proche des Cotswolds.

### Les personnages
- Helen Reed, 40 ans, originaire de Londres, est issue d'une famille catholique. Ancienne étudiante à l'université d'Oxford, elle est écrivain. Son dernier livre, The Eye of the Storm, s'appuie sur une phase de dépression qu'elle a elle-même connue. Veuve depuis trois ans, elle est chargée d'un cours d'écriture à l'université de Gloucester.
- Ralph Messenger, 50 ans, originaire de la banlieue sud de Londres, est un ancien étudiant à l'université de Cambridge, docteur en philosophie[1].  Antérieurement professeur à l'Institut de technologie de Californie (Cal Tech) il est maintenant professeur de sciences cognitives à l'université de Gloucester, et son intérêt actuel est l'intelligence artificielle ; il dirige un centre de recherche renommé, qui est subventionné par une entreprise informatique et intervient en tant que vulgarisateur scientifique dans les médias. Il est très sûr de lui et très arrogant.
- Caroline Messenger, son épouse, est une Américaine fortunée, qui a fait des études en histoire de l'art.

Les autres universitaires
- Douglas C. Douglass est aussi professeur de sciences cognitives et est le sous-directeur du centre dirigé par Ralph.
- Jasper Richmond est le directeur du département d'anglais et le doyen de la faculté des lettres ; il a un enfant autiste.
- Colin Riverdale est professeur d'anglais ; c'est un catholique, partisan de la contraception « naturelle » (mais son épouse utilise la pilule à son insu).
- Reginald Glover est professeur d'histoire, marxiste ; son épouse Laetitia est une écologiste convaincue et un peu naïve.
- Robyn Penrose, personnage principal du roman Jeu de société (1988), désormais une sommité du monde universitaire fait une apparition dans Pensées secrètes comme conférencière. Toujours postmoderniste, elle est devenue doyenne de la faculté de lettres d'une nouvelle université dont elle a reçu mission de rendre l'institution plus productive.

### Résumé
Helen Reed arrive à l'université de Gloucester au début du second semestre (17 février). Elle a tout d'abord envie de s'enfuir, ne se sentant pas à la hauteur, mais est rassurée par le contact avec ses étudiants. Elle fait alors la connaissance de Ralph Messenger qui lui présente son centre de recherche et l'initie à la problématique scientifique de la conscience, domaine qu'elle considère comme fondamental pour la littérature moderne. 
Elle est invitée à passer un dimanche (9 mars) dans la maison de campagne des Messenger. Ralph commence alors une entreprise de séduction, à laquelle Helen se refuse d'abord. Puis elle découvre d'une part qu'elle a été trompée par son époux, d'autre part que l'épouse de Ralph a aussi une liaison. Elle cède donc à ses avances, et, profitant du départ de Caroline pour quelques semaines aux États-Unis, elle entretient une liaison intense qui dure trois semaines. 
Au retour de son épouse, Ralph est assailli par plusieurs problèmes, une tumeur au foie et une affaire de pédophilie dans le centre de recherche qu'il dirige où des téléchargements pédopornographiques ont eu lieu. Au bout de plusieurs jours d'angoisse, il apprend d'un médecin que la tumeur n'est pas cancéreuse, alors qu'au même moment ou presque son adjoint Douglas, fortement suspecté dans l'affaire de pédophilie, se suicide. 
Ni Ralph, ni Helen n'ont, durant ces quelques jours, décidé chacun de leur côté de mettre un terme à leur liaison, mais leur séparation se transforme en rupture complète, car Ralph s'est permis de consulter sur l'ordinateur d'Helen le journal qu'elle tient depuis son arrivée, accédant ainsi à ses « pensées secrètes. » Elle revient à Londres, dans un meilleur état d'esprit, car elle a surmonté le deuil de son veuvage.

## Analyse

### La narration
Le roman est divisé en 34 chapitres.
Ils alternent entre :
- la transcription d'enregistrements, supposés expérimentaux, de flux de pensées, effectués par Ralph Messenger, avec une forte composante érotique (1, 4, 6, 11, 15, 19, 23, 26, 29 et 32),
- un journal tenu par Helen Reed (2, 5, 7, 10, 12, 14, 18, 21, 24, 27 et 30),
- des narrations impersonnelles (3, 9, 13, 17, 22, 25, 28, 31, 33 et 34),
- des travaux littéraires des étudiants d'Helen (8, 16),
- des échanges d'emails (20).

Intertextualité
Au cours du roman sont évoqués : 
- Anna Karénine de Léon Tolstoï ;
- Emma Bovary de Gustave Flaubert ;
- Les Ambassadeurs de Henry James, pour un passage d'ailleurs étudié par David Lodge dans L'Art de la fiction ;
- La Fin d'une liaison de Graham Greene;
- les personnages des aventures de Tintin.

D'autre part les travaux qu'Helen Reed donne à faire à ses élèves sont des écrits « à la manière de » sur des thèmes de sciences cognitives : 
- « Qu'est-ce qu'être une chauve-souris ? » (les pastiches reproduits concernent : Martin Amis, Irvine Welsh, Salman Rushdie, Samuel Beckett) ;
- « Marie, qui ne connaît pas les couleurs » : il s'agit d'une expérience imaginaire sur ce que ressentirait une jeune femme élevée depuis toujours dans un environnement sans couleurs le jour où elle verrait pour la première fois une couleur (les pastiches reproduits ne comportent pas d'attribution explicite).

### Les thèmes
Thèmes majeurs
- La question de la conscience dans les sciences cognitives et dans la littérature
- L'intelligence artificielle
- L'écriture de fiction

Thèmes mineurs
- Le catholicisme : ce thème caractéristique de l'œuvre de David Lodge est ici très atténué ; il est présent de façon humoristique à travers le couple Riverdale, de façon plus sérieuse à travers les réflexions d'Helen, qui n'est plus croyante, mais reste marquée par son éducation catholique.
- Le cas de Jean-Dominique Bauby (syndrome d'enfermement) est évoqué à l'occasion de la sortie de son livre Le Scaphandre et le papillon (6 mars 1997) et de sa mort (9 mars 1997).
- La pédophilie : outre le cas évident du professeur Douglas, la pédophilie est présente de façon elliptique à travers le cas de Ralph Messenger, qui éprouve une attirance (facilement réprimée) pour la première fille de sa femme, âgée de 17 ans, et qui a lui-même été initié à 17 ans par une femme deux fois plus âgée, épouse d'un fermier chez qui il a travaillé plusieurs mois[2] : alors que lui conserve un souvenir émerveillé de cette première liaison, son épouse la dégrade en la ressentant comme un abus sexuel sur mineur.
- Le post-communisme : il est évoqué à l'occasion d'un séjour de travail de Ralph à Prague, ville où, dit-il, seuls ont de l'argent « les touristes, les entrepreneurs et les escrocs, encore qu'on ne voit pas vraiment la différence entre ces deux dernières catégories ».
- L'environnement : le thème écologique, lié au personnage de Laetitia Glover, est l'objet d'un passage en début de roman[3], à l'occasion d'une altercation entre elle et Ralph Messenger, dont le point de vue est « politiquement incorrect » dans un milieu d'intellectuels plus ou moins de gauche. Il affirme que « la Terre nous appartient, car nous sommes l'animal le plus intelligent » et que « le souci de l'environnement est caractéristique des sociétés modernes », alors que les sociétés traditionnelles sont soit impuissantes, soit destructrices. La querelle s'étend au cas des Indiens d'Amérique, « ces types qui pour manger un bifteck, faisaient tomber des troupeaux de bisons des falaises ». Il affirme aussi que l'invocation à la Terre attribuée au chef Seattle personnalité indienne du XIXe est en fait l'invention d'un scénariste d'Hollywood. C'est au cours de cette querelle, où il humilie volontairement et sciemment Laetitia Glover, que Ralph apparaît au sommet de son arrogance, se faisant même rabrouer par sa femme, sur la forme, non sur le fond. On ne sait donc pas si ces arguments correspondent à des réalités historiques, ou s'ils ont seulement pour but de discréditer le point de vue de Laetitia. David Lodge ne donne aucune clef concernant leur validité.

## Éditions
- Anglaises
  - Édition originale : Secker and Warburg, Londres, 2001
  - Édition de poche : Penguin Books, 2002, 342 p. [ (ISBN 0-141-00878-4)]

- Françaises (traduction de Suzanne Mayoux)
  - Le Grand Livre du Mois, 2001, 401 p. [ (ISBN 2-7028-6915-7)]
  - Payot et Rivages, coll. « Littérature étrangère », 2001[4], 401 p. [ (ISBN 2-7436-0876-5)]
  - Payot et Rivages, coll. « Rivages Poche », 2003, 456 p. [ (ISBN 2-7436-1194-4)]

- Autres : Thinks... a été traduit en 6 autres langues[5] : Espagnol, Hébreu, Polonais, Roumain, Russe, Tchèque.